# Большеарешевский сельсовет
Большеарешевский сельсовет — административно-территориальная единица и муниципальное образование со статусом сельского поселения в Кизлярском районе Дагестана Российской Федерации.
Административный центр — село Большая Арешевка.

## Населённые пункты
На территории сельсовета находятся населённые пункты:
1. село Большая Арешевка
2. село (аул) Макаровское (Макараул)
3. село Красное
4. село Имени Калинина

### Упразднённые населённые пункты
- Петенкин — аул, предположительно упразднен в 1950-е годы.

## Население
| 2002  | 2010  | 2012  | 2013  | 2014  | 2015  | 2016  |
| ----- | ----- | ----- | ----- | ----- | ----- | ----- |
| 1894  | ↗2047 | ↗2049 | ↘2000 | ↘1989 | ↗1995 | ↗2002 |
| 2017  | 2018  | 2019  | 2020  | 2021  | 2023  | 2024  |
| ↗2018 | ↗2028 | ↗2053 | ↗2077 | ↗2235 | ↗2273 | ↗2284 |
| 2025  |       |       |       |       |       |       |
| →2284 |       |       |       |       |       |       |